# معالجة كيميائية شعاعية
المعالجة الكيميائية الشعاعية (بالإنجليزية: Chemoradiotherapy)‏ هي مزيج من العلاج الكيميائي والعلاج الإشعاعي لعلاج السرطان.
يمكن أن يكون الإشعاع الكيميائي متزامنًا(معًا)، أو متسلسلًا (واحدًا تلو الآخر).
يمكن أن يكون مكون العلاج الكيميائي أو يشتمل على عامل تحسس إشعاعي.
ثبت أن العلاج الكيميائي الإشعاعي كعلاج مساعد جديد قبل الجراحة فعال في سرطان المريء.

## القراءة المتعمقة
- Eifel، Patricia J. (2006). "Chemoradiotherapy in the treatment of cervical cancer". Seminars in Radiation Oncology. ج. 16 ع. 3: 177–185. DOI:10.1016/j.semradonc.2006.02.007. ISSN:1053-4296. PMID:16814159.

## الروابط الخارجية
- العلاج الكيميائي والعلاج الكيميائي الإشعاعي لسرطان المستقيم. (ماكميلان / NHS)